# Xerorchis trichorhiza
Espèce
Synonymes
Epidendrum trichorhizum Kraenzl. (1928)
Xerorchis trichorhiza est une espèce de plantes à fleurs de la famille des Orchidaceae endémique d'Amazonie. C'est une plante herbacée tropicale.

## Répartition

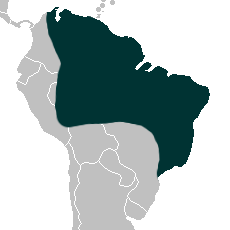
Aire de répartition en vert des deux espèces du genre Xerorchis.

Les deux espèces du genre Xerorchis sont endémiques d'Amazonie en Amérique du Sud.
X. trichorhiza se trouve dans le nord du Brésil, en Guyane, au Guyana, au Venezuela, en Équateur et au Pérou. Elle pourrait être trouvée en Bolivie.

## Systématique
L espèce, auparavant classée dans le genre Epidendrum, a été ajoutée au genre Xerorchis par le botaniste américain Leslie Andrew Garay en 1956.

## Statut de conservation
En Guyane, l'espèce figure dans l'Arrêté du J.O. du 24 février 1995 relatif à la liste des espèces végétales sauvages pouvant faire l’objet d’une réglementation préfectorale dans les départements d’Outre-Mer.  